# 丹尼尔·尼特
丹尼尔·尼特（Daniel Nitt，1981年10月29日—），德国歌手、词曲作家和音乐制作人。丹尼尔·尼特出生于德国的佩格尼茨，目前居住在柏林。

## 早期生涯与教育经历
丹尼尔自幼随其父亲学习钢琴。从拜罗伊特的高中毕业后，他在曼海姆的巴登-符腾堡州流行学院进修，并于2006年获得学士学位。自后开始音乐生涯。

## 职业生涯

### 德国本土
2005年在德国本土，丹尼尔加入Soweitsogut乐队担任词曲作者以及歌手。
2011年，丹尼尔参与制作了Til Schweiger的电影 《Kokowääh》中的配乐《The Falling》。
2013年，丹尼尔和 Dirk Reichardt 以及 Mirko Schaffer一起，为Til Schweiger的新电影 《Zweiohrküken (Rabbits Without Ears 2)》，谱写并制作了电影原声带。在这部原声带中，丹尼尔和另外两个词曲作者Reichardt 、 Schaffer一起写了原曲“Sleepless”，并演绎了这首歌。这个电影原声获得了黄金销量。

### 国际合作
丹尼尔·尼特和洛珊·西门(Roxanne Seeman) 一起为中国的流行歌手张学友写了《不只有缘》这首歌。《不只有缘》也作为片尾曲，出现在由江志强制作的香港电影《月满轩尼诗》当中。这部由汤唯和张学友联袂主演的电影《月满轩尼诗》，被选为2010年3月21日开幕的第34届香港国际电影节的开幕电影。同年，《不只有缘》被收录在张学友全新专辑《Private Corner》中。这张唱片在上市不到一周的时间内，就取得了白金销量 。
2010年1月，丹尼尔·尼特和洛珊·西门一起到香港参加了由香港环球音乐公司在九龙香格里拉酒店举行的张学友的新专辑《Private Corner》的新片记者发布会。1月29日，丹尼尔和洛珊与张学友一起受邀参加了由吉尼斯记录保持者郭利民（Uncle Ray）主持的电台访问。